# Alectra basutica
Alectra basutica là loài thực vật có hoa thuộc họ Cỏ chổi. Loài này được (E.Phillips) Melch. mô tả khoa học đầu tiên năm 1940.